# Fuerte Lambert
El Fuerte Lambert (también conocido como Fuerte Coquimbo) es una fortificación existente en la ciudad chilena de Coquimbo, específicamente en el cerro Castillo del Carmen, en el sector denominado Punta Pelícanos, debido a que 40 metros frente a la costa existe un islote poblado con dichas aves.

## Historia del fuerte lambert
La primera fortificación realizada en el sector fue instalada en 1865, cuando se establecieron dos cañones pequeños en el cerro Castillo del Carmen para defender la bahía de Coquimbo durante la Guerra con España. Dichos cañones fueron posteriormente retirados por orden del intendente José Santiago Aldunate.
Un nuevo fuerte fue construido en el mismo sector en 1879 por el empresario Carlos J. Lambert como manera de proteger al puerto de Coquimbo ante los posibles ataques de barcos peruanos durante la Guerra del Pacífico. El cañón, marca Armstrong, de avancarga y 150 libras, fue instalado en el lugar el 10 de julio de 1879 por soldados de la Brigada Cívica de Artillería, comandada por Eleazar Lazaeta Roldán. La fortificación original fue construida por Delmiro Koch.
Durante más de 100 años, el fuerte mantuvo su estructura original, con el cañón ubicado al medio de la fortificación, la cual con el paso del tiempo sufrió deterioros de diverso tipo.
En 2003, la Municipalidad de Coquimbo inició un plan de rescate del Fuerte Lambert, que involucró una inversión de 68 millones de pesos. Se restauró la fortificación y se amplió el terreno construido, añadiéndole tres torreones de piedra que sirven como miradores, y se implementaron faroles y asientos. Se creó un portal de entrada a la estructura con dos torres construidas con rocas de la zona, y se pavimentó el camino de acceso. La restauración del Fuerte Lambert fue inaugurada oficialmente en 2005.